# Lipotriches musgravei
Lipotriches musgravei är en biart som först beskrevs av Cockerell 1929.  Lipotriches musgravei ingår i släktet Lipotriches och familjen vägbin. Inga underarter finns listade i Catalogue of Life.